# Suite royale
Suite Royale est une pièce de théâtre écrite par Francis Huster en 1992. Il s'est inspiré de deux romans Jacques le fataliste et son maître de Denis Diderot et La Nuit et le moment de Crébillon fils. 
Ce spectacle a révélé au public Cristiana Reali et Valérie Crunchant. Francis Huster avait également fait appel à Jacques Spiesser et Élise Tielrooy.